# Каскадія
Каскадія (англ. Cascadia) — біорегіон, розташований на тихоокеанському узбережжі Північної Америки.
Згідно З концепцією до складу країни входять території Британської Колумбії, штатів Вашингтон та Орегон. До складу регіону часом відносять Каліфорнію, Айдахо, Аляску та Юкон.
Згідно з теорією біорегіоналізму, мова йде про усвідомлення ідентичності мешканців північноамериканського тихоокеанського узбережжя на основі спільної історії та об'єднанні для боротьби з загальними екологічними, економічними проблемами, а також в ім'я розвитку власної ідентичної культури.
Якщо врахувати економічний потенціал Каскадії, то передбачуване державне утворення може ввійти до двадцятки провідних світових економік.
В даний час основним рухом, який виступає за незалежність території каскаду, є рух «Проект Незалежності Каскаду» (Cascadian Independence Project), члени якого є у Ванкувері, Вікторії, Сіетлі, Портленді та інших містах.
Представники руху займаються вивченням концепції спільної ідентичності, історії, культури, традицій, населення каскаду. До них належать «Інститут Сайтлайн», «Кросскат», «Перспективи каскаду». Метою їх діяльності є вивчення загальної культури, історії, економіки, заохочення транскордонних обмінів та інші мирні дії, не пов'язані з сепаратизмом. Але такі рухи як «Незалежний проект каскаду», використовуючи схожу риторику, ексцентрично виступають за незалежність.

## У популярній культурі

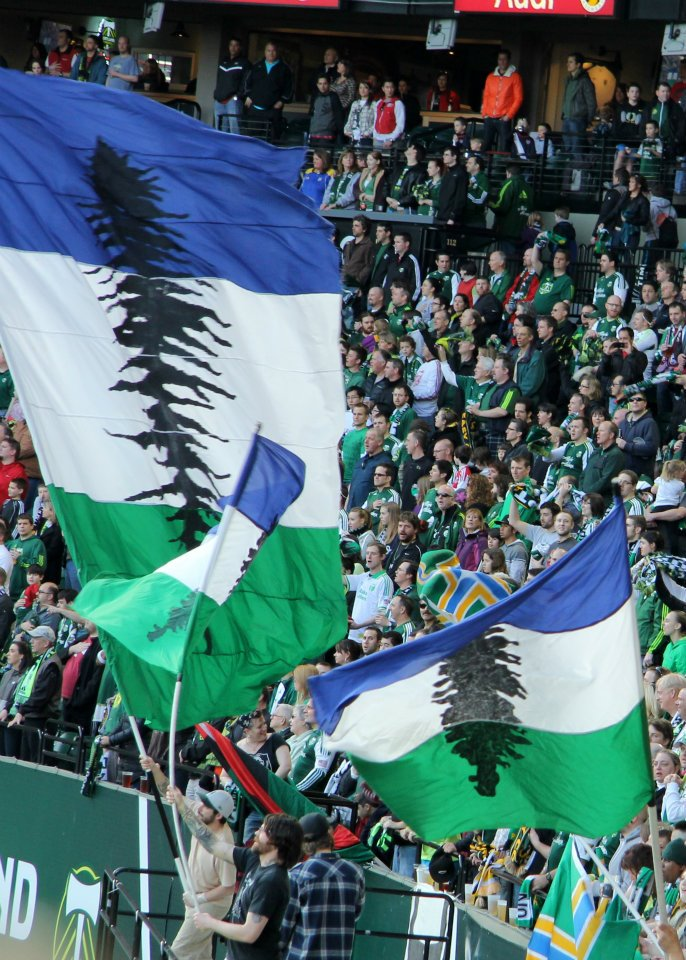
Прихильники Timbers Army на матчі Portland Timbers вивішують Прапор Дуг

- Прапор Дуг, що зображує ялицю Дугласа, є найпоширенішим символом руху Каскадія.[5] Прапор був створений у 1994–1995 навчальному році уродженцем Портленда та активістом біорегіональної свідомості Каскадії Александром Баретічем.[6] Блакитний колір символізує небо та Тихий океан, білий — хмари та сніг, зелений — ліси.[7] З 2010 року прапор також використовується групою вболівальників Портленд Тімберз Timbers Army, іноді у величезних розмірах, а також піднімається вболівальниками в Сіетлі та Ванкувері.[8] Ці три команди змагаються за спонсорований вболівальниками Кубок Каскадії. У 2010 році пивоварня Hopworks Urban Brewery у Портленді представила пиво Secession Black IPA із зображенням прапора Дуг на етикетці.[9]

- Документальний фільм Occupied Cascadia присвячений біорегіоналізму та екологізму, досліджує концепції деколонізації та зростання руху за незалежність Каскадії.[10]

- Північноамериканська науково-фантастична конвенція 2005 року (NASFiC), Cascadia Con, позиціонувала себе як каскадійська подія, використовуючи матеріали з вебсайту Республіки Каскадія та інших джерел.[11]

- У 2010 році Ллойд Вівола, митець, прихильник біорегіоналізму та екологічний активіст, написав і записав пісню «O Cascadia – Народний гімн для Тихоокеанського Північного Заходу».[12]

- У 2013 році була створена Футбольна федерація Каскадії (CAFF) і прийнята до NF-Board на їхній щорічній загальній зустрічі в Мюнхені.[13] Того ж року вони приєдналися до КОНІФА.

- Книга 2016 року Towards Cascadia досліджує суспільну ідентичність Тихоокеанського Північного Заходу, концепції біорегіоналізму та свободи, нагальні громадянські проблеми та можливість мирного й конституційного здобуття незалежності Каскадії.[14]

- У 2017 році Футбольна федерація Каскадії кваліфікувалася до Кубка світу КОНІФА 2018 року. У 2018 році вони відправили футбольну команду на Кубок світу КОНІФА 2018 у Лондоні під капітанством колишнього захисника Сіетл Саундерз Джеймса Райлі.[15][16] Це був перший випадок, коли команда з Північної Америки брала участь у змаганнях КОНІФА.

- У 2018 році оркестрова версія пісні Ллойда Віволи «O Cascadia» була прийнята Національною командою Каскадії. 2 червня 2018 року вона разом із гімном Барави була виконана перед початком матчу проти Барави на спортивному майданчику Меморіалу війни Carshalton Athletic FC у Саттоні. Команда посіла шосте місце.

- У 2019 році ванкуверський гурт Said the Whale випустив альбом під назвою «Cascadia».[17][18]

- Відеогра 2020 року Project Wingman зображує війну, вільно засновану на концепції незалежності Каскадії, яка відбувається на постапокаліптичній Землі зі значно зміненою географією та геополітикою. Об’єднана Каскадія, що включає Аляску та частину західного узбережжя Північної Америки, які стали островом, показана як така, що відокремлюється від наддержави, Тихоокеанської Федерації, яка охоплює Тихоокеанський регіон, а не лише континент.
- У 2021 вийшла настільна гра Каскадія від автора Ренді Флінна.